# Kelly Youga
Kelly Alexandre Youga (ur. 22 września 1985 w Bangi) – środkowoafrykański piłkarz występujący na pozycji obrońcy.

## Kariera
Youga zawodową karierę rozpoczynał w 2004 roku w rezerwach francuskiego Olympique Lyon. W sezonie 2004/2005 zagrał tam w 27 meczach i zdobył jedną bramkę. W lipcu 2005 roku podpisał kontrakt z angielskim Charltonem Athletic występującym w Premier League. Jednak przed debiutem w Charltonie, w październiku 2005 został wypożyczony do zespołu League One – Bristol City. Przez dwa miesiące zagrał tam w 4 ligowych meczach. W grudniu 2005 powrócił do Charltonu. 31 stycznia 2007 na trzy miesiące wypożyczono go do Bradfordu City, drużyny grającej w League One. Rozegrał tam w sumie 11 ligowych spotkań. Od sierpnia 2007 do stycznia 2008 przebywał na wypożyczeniu z zespole Championship – Scunthorpe United. Potem powrócił do Charltonu, również występującego w Championship. 5 stycznia 2008 w zremisowanym 1:1 meczu Pucharu Anglii z West Bromwich Albion zadebiutował w jego barwach. 12 stycznia 2008 w spotkaniu z Blackpool zaliczył pierwszy ligowy występ w Charltonie, a 8 listopada 2008 w mecz z Plymouth Argyle strzelił tam pierwszego gola. W sezonie 2008/2009 zajął z klubem 24. miejsce w Championship i spadł z nim do League One. Grał też w Yeovil Town i w Ipswich Town.